# Iablanița (okręg Mehedinți)
Iablanița – wieś w Rumunii, w okręgu Mehedinți, w gminie Pădina. W 2011 roku liczyła 292 mieszkańców.